# Szermierka na Igrzyskach Panamerykańskich 2003
Szermierka na Igrzyskach Panamerykańskich 2003 odbywała się w dniach 2–7 sierpnia 2003 roku w stolicy Dominikany, Santo Domingo. Zawodnicy obojga płci rywalizowali w dziesięciu konkurencjach.

## Podsumowanie

### Klasyfikacja medalowa
| Klasyfikacja medalowa | Klasyfikacja medalowa | Klasyfikacja medalowa | Klasyfikacja medalowa | Klasyfikacja medalowa | Klasyfikacja medalowa |
| Miejsce               | państwo               | Złoto                 | Srebro                | Brąz                  | Razem                 |
| --------------------- | --------------------- | --------------------- | --------------------- | --------------------- | --------------------- |
| 1                     | Stany Zjednoczone     | 5                     | 3                     | 3                     | 11                    |
| 2                     | Kuba                  | 4                     | 1                     | 5                     | 10                    |
| 3                     | Wenezuela             | 1                     | 5                     | 2                     | 8                     |
| 4                     | Kanada                | 0                     | 1                     | 2                     | 3                     |
| 5                     | Portoryko             | 0                     | 0                     | 2                     | 2                     |
| 6                     | Chile                 | 0                     | 0                     | 1                     | 1                     |
| 6                     | Panama                | 0                     | 0                     | 1                     | 1                     |
| Razem                 | Razem                 | 10                    | 10                    | 16                    | 36                    |

### Medaliści

#### Mężczyźni
| 1. miejsce                                                                            | 2. miejsce                                                                 | 3. miejsce                                                                    | Źródło |
| Floret                                                                                | Floret                                                                     | Floret                                                                        |        |
| ------------------------------------------------------------------------------------- | -------------------------------------------------------------------------- | ----------------------------------------------------------------------------- | ------ |
| Dan Kellner                                                                           | Jonathan Tiomkin                                                           | Raúl Perojo Reinier Suárez                                                    | [ 1 ]  |
| Stany Zjednoczone · Jedediah Dupree · Dan Kellner · Soren Thompson · Jonathan Tiomkin | Kuba · Nelson Loyola · Raúl Perojo · Reinier Suárez · Abraham O'Reilly     | Wenezuela · Enrique da Silva · Joner Pérez · Carlos Pineda · Carlos Rodríguez | [ 2 ]  |
| Szpada                                                                                |                                                                            |                                                                               |        |
| Camilo Boris                                                                          | Silvio Fernández                                                           | Víctor Bernier Paris Inostroza                                                | [ 3 ]  |
| Kuba · Camilo Boris · Andrés Carrillo · Nelson Loyola                                 | Wenezuela · Silvio Fernández · Rubén Limardo                               | Portoryko · Víctor Bernier · David Bernier · Jonathan Peña · Marcos Peña      | [ 4 ]  |
| Szabla                                                                                |                                                                            |                                                                               |        |
| Ivan Lee                                                                              | Carlos Bravo                                                               | Michel Boulos Jason Rogers                                                    | [ 5 ]  |
| Stany Zjednoczone · Weston Kelsey · Ivan Lee · Jason Rogers · Adam Crompton           | Wenezuela · Carlos Bravo · Eliézer Rincones · Charles Briceño · Juan Silva | Kuba · Abel Caballero · Yunior Naranjo · Cándido Maya · Abraham O'Reilly      | [ 6 ]  |

#### Kobiety
| 1. miejsce                                              | 2. miejsce                                                            | 3. miejsce                                                           | Źródło |
| Floret                                                  | Floret                                                                | Floret                                                               |        |
| ------------------------------------------------------- | --------------------------------------------------------------------- | -------------------------------------------------------------------- | ------ |
| Mariana González                                        | Emily Cross                                                           | Arianne Ribot Erinn Smart                                            | [ 7 ]  |
| Szpada                                                  |                                                                       |                                                                      |        |
| Eimey Gómez                                             | Sherraine Schalm                                                      | Endrina Álvarez Jesika Jiménez                                       | [ 8 ]  |
| Kuba · Eimey Gómez · Zuleydis Ortiz · Misleydis Compañy | Stany Zjednoczone · Kelley Hurley · Stephanie Eim · Elisabeth Spilman | Kanada · Sherraine Schalm · Catherine Dunnette · Marie-Ève Pelletier | [ 9 ]  |
| Szabla                                                  |                                                                       |                                                                      |        |
| Sada Jacobson                                           | Alejandra Benítez                                                     | Ana Fáez Emily Jacobson                                              | [ 10 ] |